# Джейми Ноубл
Джеймс Гибсон (англ. James Gibson, род. 23 декабря 1976, Гановер, Западная Виргиния) — американский рестлер, более известный под именем Джейми Ноубл. В настоящее время работает в WWE в должности продюсера.
Помимо выступлений в WWE, Ноубл известен по выступлениям в World Championship Wrestling с 1999 по 2001 год, а также в New Japan Pro-Wrestling и Ring of Honor в 2004 и 2005 годах под своим настоящем именем. Он бывший чемпион WWE в первом тяжёлом весе и чемпион мира ROH.

## Карьера в рестлинге

### World Championship Wrestling (1999—2001)
В 1999 году Гибсон присоединился к World Championship Wrestling. После тренировок в WCW Power Plant, он впервые выступил в промоушене 11 июля 1999 года под именем Джейми Говард в команде с Джетом Ягуаром, проиграв CG Афи и Джереми Лопезу в темном матче на Bash at the Beach. Его дебют на телевидении состоялся 28 сентября 1999 года в эпизоде WCW Saturday Night, где он победил Алана Фанка. В дальнейшем он выступал в дивизионе полутяжеловесов.
В феврале 2000 года Гибсон получил имя Джейми-Сан и был представлен на телевидении WCW как член восточноазиатской группировки The Jung Dragons, причем Гибсон носил маску, чтобы скрыть тот факт, что он белый американец. В состав группировки входили Гибсон, Джимми Янг, Каз Хаяши и их менеджер Лея Мяу. В середине 2000 года The Jung Dragons враждовали с группировкой 3 Count. 13 августа 2000 года Гибсон дебютировал на шоу New Blood Rising, где «Драконы» проиграли 3 Count.
В ноябре 2000 года Гибсон покинул The Jung Dragons и сформировал команду с бывшим членом 3 Count Эваном Карейджисом. Гибсон продолжал выступать за WCW до тех пор, пока промоушен не был куплен World Wrestling Federation в марте 2001 года.

### World Wrestling Federation/Entertainment (2001—2004)
В марте 2001 года Гибсон был одним из рестлеров WCW, подписавших контракст с WWF. Он был направлен в Heartland Wrestling Association, где выиграл титул чемпиона HWA в полутяжёлом весе под именем Джейми Ноубл.
Ноубл дебютировал в WWE 6 июня 2002 года в эпизоде SmackDown!, напав на Урагана. Он и его менеджер Нидия получили образы людей, живущих в трейлере. Он выиграл титул чемпиона WWE в первом тяжёлом весе у Урагана на King of the Ring и враждовал с Таджири и Билли Кидманом. Ноубл удерживал титул 147 дней, пока 17 ноября 2002 года не проиграл его Билли Кидману на Survivor Series.
Он покинул WWE 15 сентября 2004 года, когда стало известно о его употреблении стероидов для легкого течения стафилококковой инфекции. После этого Гибсон был освобожден от контракта по его же просьбе, чтобы взять отпуск.

### New Japan Pro-Wrestling (2004—2005)
После ухода из WWE Гибсон начал выступать под своим именем. В сентябре 2004 года он начал выступать в японском промоушене New Japan Pro-Wrestling, где вместе с Брайаном Дэниелсом сформировал команду под названием «Американский дракон».

### Ring of Honor (2005)
В феврале 2005 года Гибсон начал выступать в Ring of Honor. 12 августа 2005 года Гибсон победил CM Панка, Самоа Джо и Кристофера Дэниелса и завоевал титул чемпиона мира ROH. Он удерживал титул чемпиона до 17 сентября 2005 года, когда его победил Брайан Дэниелсон. Гибсон завершил выступления в ROH в октябре 2005 и вернулся в WWE.

### Возвращение в WWE

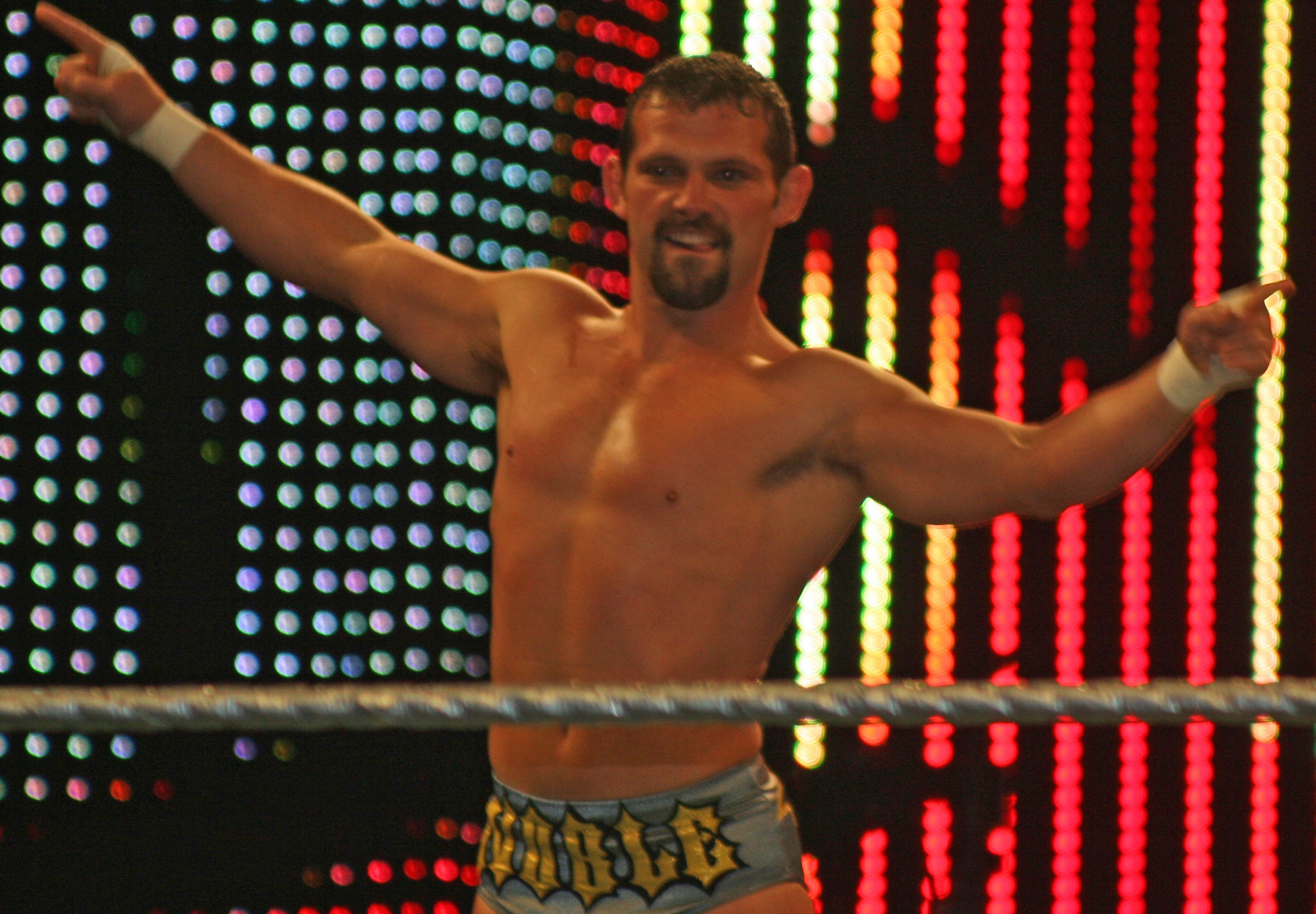
Ноубл на шоу ECW в марте 2008

11 декабря 2022 года во время тура WWE Holiday Tour в Чарлстоне, Западная Виргиния, Ноубл провел прощальный матч.

## Личная жизнь
Гибсон учился в средней школе в Бейлисвилле, Западная Виргиния, где он встретил свою будущую жену, Анджелу Ингленд. У пары есть сын Гейдж и дочь Пейдж. У него есть два сводных брата, Коди и Дейл.
28 сентября 2016 года Гибсон получил два ножевых ранения возле своего дома в Западной Виргинии и был госпитализирован после конфликта на дороге. 5 октября 2016 года стало известно, что у него коллапс легкого в результате ножевого ранения. 26 июня 2020 года тест Гибсона дал положительный результат на COVID-19.

## Титулы и достижения
- Heartland Wrestling Association
  - HWA Cruiserweight Championship (1 раз)
- Independent Professional Wrestling
  - IPW Light Heavyweight Championship (1 раз)
- Pro Wrestling Illustrated
  - # 42 в топ 500 рестлеров в рейтинге PWI 500 в 2002 году
- Ring of Honor
  - Чемпион мира ROH (1 раз)
- World Wrestling Entertainment
  - Чемпион WWE в первом тяжёлом весе (1 раз)